# Paradisio (альбом)
Paradisio — дебютный студийный альбом одноимённой бельгийской поп-группы, выпущенный в 1997 году в Европе. В записи альбома приняла испанская певица Мариса. Продюсерами стал диджейский дуэт The Unity Mixers.
В 1998 году альбом был издан в России и Японии, однако с другой обложкой и другим названием («Tarpeia»). В 2010 году альбом стал доступен на всех цифровых платформах, с обложкой и названием переиздания 1998 года.
С альбома было выпущено пять синглов, в том числе самый успешный хит группы — песня «Bailando».

## Список композиций
| №   | Название                                     | Длительность |
| --- | -------------------------------------------- | ------------ |
| 1.  | «Bailando»                                   | 3:50         |
| 2.  | «Planeta de Amor»                            | 5:50         |
| 3.  | «Dime cómo»                                  | 4:10         |
| 4.  | «Bandolero»                                  | 3:56         |
| 5.  | «Sentimental»                                | 4:44         |
| 6.  | «Never Again»                                | 3:55         |
| 7.  | «Get Up Baby»                                | 4:13         |
| 8.  | «Vamos a la discoteca»                       | 3:55         |
| 9.  | «Paseo»                                      | 3:26         |
| 10. | «No No No Llores No»                         | 4:01         |
| 11. | «Bailando» (2 Fabiola Ibiza Remix)           | 5:02         |
| 12. | «Vamos a la Discoteca» (Holiday Party Remix) | 6:03         |
| 13. | «Bandolero» (U.S. Power Club Remix)          | 7:45         |
| 14. | «Bailando» (Discoteca Remix)                 | 6:52         |

## Чарты
| Чарт (1997)                         | Пиковая позиция |
| ----------------------------------- | --------------- |
| Финляндия (Suomen virallinen lista) | 18              |
| Швеция (Sverigetopplistan)          | 54              |